# Assunta Viscardi
Pour les articles homonymes, voir Viscardi.
Assunta Viscardi (née le 11 août 1890 à Bologne et morte le 9 mars 1947 dans la même ville) est une enseignante italienne, fondatrice d'une œuvre caritative, tertiaire dominicaine.

## Biographie
Diplômée de l’École normale d’institutrices de Bologne en 1909, Assunta Viscardi fonde en 1928 une œuvre caritative : l’œuvre de Saint-Dominique pour les enfants de la Divine Providence, reconnue par l’Église en 1948 et par la République italienne en 1955.
Elle ouvre en 1933, près de la place San Domenico, « La Porte de la Providence », pour donner des secours matériels aux pauvres.
Saint Dominique, pour qui elle avait une fervente dévotion, était son modèle pour aider les enfants des rues. Beaucoup de ces enfants furent placés dans des institutions où ils purent recevoir une éducation intégrale. Assunta les suivait tous avec sollicitude et attention personnalisée. Elle avait une petite équipe de collaboratrices, dominicaines comme elle. Une grande partie du financement provenait des écrits qu’elle éditait, car Assunta avait un don pour l’écriture, et ainsi elle diffusa et a légué à l’histoire des milliers de pages, qui seront précieuses pour le procès.
Le collège « Nid de Farlottine » est aujourd’hui florissant. Une école publique de Bologne porte le nom d’Assunta Viscardi.
Son procès en béatification a été ouvert au niveau diocésain le 9 mars 2009, la clôture de l’enquête diocésaine est intervenue le 16 avril 2011. Nihil obstat 2009 (Assunta Viscardi a désormais le titre de Servante de Dieu).

## Sources
- (it) Cet article est partiellement ou en totalité issu de l’article de Wikipédia en italien intitulé « Assunta Viscardi » (voir la liste des auteurs).